# Portada/efemèride desembre 25
Han Yu
« 24 de desembre · 25 de desembre · 26 de desembre »